# Basilica di Sant'Ambrogio (Pavia)
La basilica di Sant'Ambrogio (basilica beati Ambrosii confessoris) era una basilica di Pavia, fondata dal re dei Longobardi Grimoaldo nel VII secolo poi distrutta. Grimoaldo stesso fu lì sepolto.

## Storia
Fu fondata a Pavia (entro le sue mura), capitale del Regno longobardo, da re Grimoaldo poco prima (dudum) della sua morte, avvenuta nel 671, e accolse la sepoltura dello stesso sovrano. La fondazione di una basilica intitolata a sant'Ambrogio, duro oppositore dell'arianesimo, da parte di un sovrano ariano come Grimoaldo suscita problemi storiografici; sebbene sia stata avanzata l'ipotesi di una conversione del re al cattolicesimo negli ultimi anni di regno, l'assenza di altre conferme e il fatto stesso che Paolo Diacono, sempre attento a esaltare - quando possibile - la fede cattolica dei suoi re, non dica nulla di esplicito a tale proposito inducono la storiografia a estrema prudenza.
La chiesa aveva tre navate ed era provvista di sei cappelle laterali. Scarse sono le informazioni che abbiamo sull'edificio, sappiamo solo che il pavimento della chiesa era tanto più basso del piano della piazzetta su cui si affacciava che già nel 1640 si dovette alzare il pavimento per avvicinarlo al livello della piccola piazza. Nel 1784, in base alle disposizioni sulle opere pie emanate dall'imperatore Giuseppe II, la basilica fu sconsacrata e nel 1786 fu trasformata in abitazione privata. La facciata della chiesa fu demolita nel 1837. Dell'edificio è conservato un pilastro e una piccola porzione dell'abside inserita in una casa in via Capsoni.

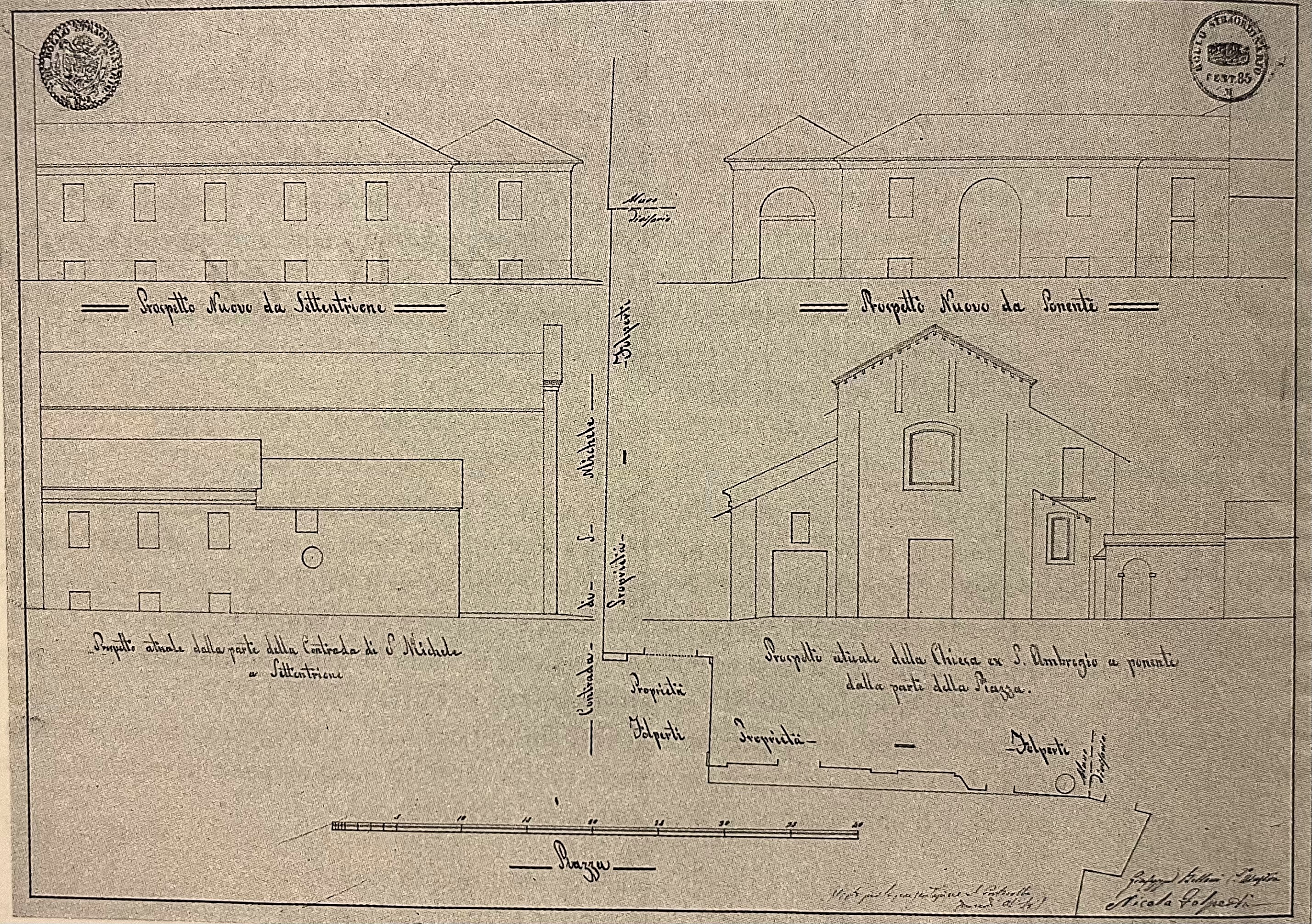
Archivio Storico Civico di Pavia, Prospetto della facciata della chiesa (ormai sconsacrata) e progetto di trasformazione del complesso in abitazioni, 1837

## Architettura
A Pavia esistettero due chiese intitolate a sant'Ambrogio: Sant'Ambrogio Maggiore (o de Curti Archiepiscopi) e Sant'Ambrogio Minore. La prima sorgeva nel rione di Porta San Pietro al Muro, mentre la seconda era presso la basilica di San Michele Maggiore. Non è chiaro a quale delle due corrispondesse l'edificio di fondazione longobarda: anche se maggioritaria è l'identificazione con Sant'Ambrogio Minore, non sono mancate ricostruzioni che privilegiavano invece Sant'Ambrogio Maggiore.

### Fonti primarie
- (LA)  Paolo Diacono, Historia Langobardorum, in  Georg Waitz (a cura di), Monumenta Germaniae Historica, Hannover, 1878,  Scriptores rerum Langobardicarum et Italicarum saec. VI–IX, 12–219. Trad .it:  Paolo Diacono, Storia dei Longobardi, a cura di Lidia Capo, Milano, Lorenzo Valla/Mondadori, 1992, ISBN 88-04-33010-4. Testo disponibile su Wikisource.

### Letteratura storiografica
- Lidia Capo, Commento, in Paolo Diacono, Storia dei Longobardi, Milano, Lorenzo Valla/Mondadori, 1992, ISBN 88-04-33010-4.
- Alberto Arecchi, I mausolei dei re longobardi a Pavia, Pavia, Liutprand, 2006, ISBN 88-8483-496-1.